# Баян-уул
Баян уул – сомон аймаку Говь-Алтай, Монголія. Територія 5,8 тис км², населення 3,3 тис. Центр – селище Баян знаходиться на відстані 100 км від міста Алтай та 852 км від Улан-Батору. Є школа, лікарня, культурний і торговий центр.